# Atletism la Jocurile Olimpice de vară din 2024 - Aruncarea suliței (masculin)
Proba de atletism aruncarea suliței masculin de la Jocurile Olimpice de vară din 2024 a avut loc în perioada 6 - 8 august 2024 pe Stade de France.

## Recorduri
Înaintea acestei competiții, recordurile mondiale și olimpice erau următoarele:
| Record           | Atlet                     | Timp    | Loc            | Data           |
| ---------------- | ------------------------- | ------- | -------------- | -------------- |
| Recordul mondial | Jan Železný (CZE)         | 98,48 m | Jena, Germania | 25 mai 1996    |
| Recordul olimpic | Andreas Thorkildsen (NOR) | 90,57 m | Beijing, China | 23 august 2008 |

## Program
Orele sunt ora Franței (UTC+1) 
| Data                 | Oră   | Etapă      |
| -------------------- | ----- | ---------- |
| Marți, 6 august 2024 | 10:10 | Calificări |
| Joi, 8 august 2024   | 20:30 | Finala     |

## Rezultate

### Calificări
S-au calificat în finală cei care au reușit o aruncare de cel puțin 84,00 m (C) sau atleții cu cele mai bune 12 rezultate (c).
| Loc | Grupă | Atlet              | Țară                       | 1     | 2     | 3     | Distanță | Note  |
| --- | ----- | ------------------ | -------------------------- | ----- | ----- | ----- | -------- | ----- |
| 1   | B     | Neeraj Chopra      | India                      | 89,34 | —     | —     | 89,34    | C, SB |
| 2   | B     | Anderson Peters    | Grenada                    | 88,63 | —     | —     | 88,63    | C, SB |
| 3   | A     | Julian Weber       | Germania                   | 87,76 | —     | —     | 87,76    | C     |
| 4   | B     | Arshad Nadeem      | Pakistan                   | 86,59 | —     | —     | 86,59    | C, SB |
| 5   | A     | Julius Yego        | Kenya                      | 78,84 | 80,76 | 85,97 | 85,97    | C, SB |
| 6   | B     | Luiz da Silva      | Brazilia                   | 81,62 | 83,21 | 85,91 | 85,91    | C, RC |
| 7   | A     | Jakub Vadlejch     | Cehia                      | 85,63 | —     | —     | 85,63    | C     |
| 8   | A     | Toni Keränen       | Finlanda                   | 79,04 | x     | 85,27 | 85,27    | C, PB |
| 9   | B     | Andrian Mardare    | Republica Moldova          | x     | 76,76 | 84,13 | 84,13    | C, SB |
| 10  | A     | Oliver Helander    | Finlanda                   | 83,81 | —     | —     | 83,81    | c     |
| 11  | A     | Keshorn Walcott    | Trinidad și Tobago         | 74,89 | 83,02 | 82,57 | 83,02    | c     |
| 12  | B     | Lassi Etelätalo    | Finlanda                   | 82,91 | x     | 78,42 | 82,91    | c     |
| 13  | A     | Genki Dean         | Japonia                    | 82,48 | x     | 77,40 | 82,48    | SB    |
| 14  | B     | Marcin Krukowski   | Polonia                    | 81,37 | x     | 82,34 | 82,34    |       |
| 15  | B     | Artur Felfner      | Ucraina                    | x     | 81,84 | 74,54 | 81,84    |       |
| 16  | B     | Cameron McEntyre   | Australia                  | 76,33 | x     | 81,18 | 81,18    |       |
| 17  | A     | Alexandru Novac    | România                    | x     | 77,35 | 81,08 | 81,08    |       |
| 18  | A     | Kishore Jena       | India                      | 80,73 | x     | 80,21 | 80,73    |       |
| 19  | A     | Pedro Rodrigues    | Brazilia                   | 76,23 | 79,46 | 75,69 | 79,46    |       |
| 20  | B     | Timothy Herman     | Belgia                     | 79,42 | 78,82 | x     | 79,42    |       |
| 21  | B     | Edis Matusevičius  | Lituania                   | x     | x     | 79,40 | 79,40    |       |
| 22  | B     | Max Dehning        | Germania                   | 74,58 | 75,10 | 79,24 | 79,24    |       |
| 23  | B     | Cyprian Mrzyglód   | Polonia                    | 78,50 | x     | 77,16 | 78,50    |       |
| 24  | B     | Chinecherem Nnamdi | Nigeria                    | 77,53 | x     | 76,45 | 77,53    |       |
| 25  | A     | Patriks Gailums    | Letonia                    | x     | 77,26 | x     | 77,26    |       |
| 26  | A     | Dawid Wegner       | Polonia                    | x     | 75,53 | 76,89 | 76,89    |       |
| 27  | A     | Curtis Thompson    | Statele Unite ale Americii | 76,79 | x     | 74,24 | 76,79    |       |
| 28  | A     | Leandro Ramos      | Portugalia                 | 75,73 | x     | x     | 75,73    |       |
| 29  | B     | Moustafa Mahmoud   | Egipt                      | 74,87 | x     | x     | 74,87    |       |
| 30  | A     | Ihab Abdelrahman   | Egipt                      | 72,98 | x     | x     | 72,98    |       |
|     | B     | Gatis Cakšs        | Letonia                    | x     | x     | x     | FR       |       |
|     | A     | Teuraiterai Tupaia | Franța                     | x     | x     | x     | FR       |       |

### Finala
| Loc | Atlet           | Țară               | 1     | 2     | 3     | 4            | 5            | 6            | Distanță | Note |
| --- | --------------- | ------------------ | ----- | ----- | ----- | ------------ | ------------ | ------------ | -------- | ---- |
| 1   | Arshad Nadeem   | Pakistan           | X     | 92,97 | 88,72 | 79,40        | 84,87        | 91,79        | 92,97    | RO   |
| 2   | Neeraj Chopra   | India              | X     | 89,45 | X     | X            | X            | X            | 89,45    | SB   |
| 3   | Anderson Peters | Grenada            | 84,70 | 87,87 | X     | 88,54        | 87,38        | 81,83        | 88,54    |      |
| 4   | Jakub Vadlejch  | Cehia              | 80,15 | 84,52 | 88,50 | X            | 84,98        | 83,27        | 88,50    |      |
| 5   | Julius Yego     | Kenya              | 80,29 | 87,72 | X     | 84,90        | 83,20        | 81,58        | 87,72    | SB   |
| 6   | Julian Weber    | Germania           | X     | 87,33 | X     | 86,85        | 87,40        | 84,09        | 87,40    |      |
| 7   | Keshorn Walcott | Trinidad și Tobago | 86,16 | X     | 82,89 | 78,96        | 76,86        | -            | 86,16    | SB   |
| 8   | Lassi Etelätalo | Finlanda           | 78,81 | 77,60 | 84,58 | 82,02        | X            | 81,69        | 84,58    |      |
| 9   | Oliver Helander | Finlanda           | 81,24 | 82,68 | X     | nu a avansat | nu a avansat | nu a avansat | 82,68    |      |
| 10  | Toni Keränen    | Finlanda           | 80,92 | 75,33 | 78,90 | nu a avansat | nu a avansat | nu a avansat | 80,92    |      |
| 11  | Luiz da Silva   | Brazilia           | 80,67 | 78,67 | X     | nu a avansat | nu a avansat | nu a avansat | 80,67    |      |
| 12  | Andrian Mardare | Republica Moldova  | 79,14 | 80,10 | 77,77 | nu a avansat | nu a avansat | nu a avansat | 80,10    |      |